# Montagney-Servigney
Montagney-Servigney è un comune francese di 116 abitanti situato nel dipartimento del Doubs nella regione della Borgogna-Franca Contea.

## Società

### Evoluzione demografica
Abitanti censiti